# Calyptra parva
Calyptra parva är en fjärilsart som beskrevs av Hans Bänziger 1979. Calyptra parva ingår i släktet Calyptra och familjen nattflyn. Inga underarter finns listade i Catalogue of Life.